# Крутовраг
Кру́товраг — деревня в Великолукском районе Псковской области России. Входит в состав Переслегинской волости.

## География
Расположена на северо-западе района, в 18 км к северо-западу от райцентра Великие Луки и в 4 км к северу от бывшего волостного центра Русаново.

## Население
| 2001 | 2002 | 2010 |
| ---- | ---- | ---- |
| 210  | ↘200 | ↘177 |

Численность населения деревни по состоянию на начало 2001 года составила 210 жителей.

## История
С января 1995 до декабря 2014 года деревня входила в состав ныне упразднённой Горицкой волости.